# Nissan R86V
Chronologie des modèles
Nissan R85V Nissan R87E
La Nissan R86V est une voiture de course du groupe C dont le but est de participer a des épreuves du championnat du monde des voitures de sport, du championnat du Japon de sport-prototypes ainsi qu'aux 24 Heures du Mans.

## Développement
Le châssis 86G March Engineering, développé pour les courses de FIA Groupe C et du championnat IMSA GT a été utilisé par trois voitures, la BMW GTP, la Buick Hawk et la Nissan R86V. Plusieurs modifications de carrosserie permettent de la personnaliser pour intégrer les codes esthétiques des marques alignant ce châssis.
Nissan a acheté cinq châssis à March. La voiture, utilisée de 1986 à début 1989, a obtenu 5 pole positions aux couleurs de Nissan.
| Châssis | Voitures                  | Années          | Championnats |
| ------- | ------------------------- | --------------- | ------------ |
| 86G-5   | Nissan R86V - Nissan R88C | 1986–1987, 1989 | JSPC - WEC   |
| 86G-6   | Nissan R86V               | 1986            | JSPC - WEC   |
| 86G-7   | Nissan R86V - Nissan R88C | 1986–1987, 1989 | JSPC - WEC   |
| 86G-8   | Nissan R86V - March 88S   | 1986–1988       | JSPC - WEC   |

## Résultats sportifs

### Championnat du monde des voitures de sport
| Course                   | Date               | no | Écurie             | Pilotes                                        | Châssis                     | Classement |
| Course                   | Date               | no | Écurie             | Pilotes                                        | Moteur                      | Classement |
| ------------------------ | ------------------ | -- | ------------------ | ---------------------------------------------- | --------------------------- | ---------- |
| 24 Heures du Mans        | 31 mai au 1er juin | 23 | Nissan Motorsports | Kazuyoshi Hoshino Keiji Matsumoto Aguri Suzuki | 86G-5                       | Abandon    |
| 24 Heures du Mans        | 31 mai au 1er juin | 23 | Nissan Motorsports | Kazuyoshi Hoshino Keiji Matsumoto Aguri Suzuki | Nissan VG30ET 3.0L Turbo V6 | Abandon    |
| 1 000 kilomètres de Fuji | 5 octobre          | 32 | Nismo Sport        | Masahiro Hasemi Takao Wada                     | 86G-6                       | 11e        |
| 1 000 kilomètres de Fuji | 5 octobre          | 32 | Nismo Sport        | Masahiro Hasemi Takao Wada                     | Nissan VG30ET 3.0L Turbo V6 | 11e        |

| Course                   | Date               | no | Écurie               | Pilotes                                   | Châssis                     | Classement |
| Course                   | Date               | no | Écurie               | Pilotes                                   | Moteur                      | Classement |
| ------------------------ | ------------------ | -- | -------------------- | ----------------------------------------- | --------------------------- | ---------- |
| 24 Heures du Mans        | 13 juin au 14 juin | 29 | Italya Sports        | Anders Olofsson Alain Ferté Patrick Gonin | 86G-8                       | Abandon    |
| 24 Heures du Mans        | 13 juin au 14 juin | 29 | Italya Sports        | Anders Olofsson Alain Ferté Patrick Gonin | Nissan VG30ET 3.0L Turbo V6 | Abandon    |
| 1 000 kilomètres de Fuji | 27 octobre         | 28 | Person's Racing Team | Anders Olofsson Takao Wada                | 86G-8                       | 13e        |
| 1 000 kilomètres de Fuji | 27 octobre         | 28 | Person's Racing Team | Anders Olofsson Takao Wada                | Nissan VG30ET 3.0L Turbo V6 | 13e        |

### Championnat du Japon de sport-prototypes
| Course                     | Date        | no | Écurie      | Pilotes                    | Châssis                     | Pos.    |
| Course                     | Date        | no | Écurie      | Pilotes                    | Moteur                      | Pos.    |
| -------------------------- | ----------- | -- | ----------- | -------------------------- | --------------------------- | ------- |
| 1 000 kilomètres de Suzuka | 24 août     | 32 | Nismo Sport | Masahiro Hasemi Takao Wada | 86G-6                       | 15e     |
| 1 000 kilomètres de Suzuka | 24 août     | 32 | Nismo Sport | Masahiro Hasemi Takao Wada | Nissan VG30ET 3.0L Turbo V6 | 15e     |
| 500 kilomètres de Fuji     | 23 novembre | 32 | Nismo Sport | Masahiro Hasemi Takao Wada | 86G-7                       | Abandon |
| 500 kilomètres de Fuji     | 23 novembre | 32 | Nismo Sport | Masahiro Hasemi Takao Wada | Nissan VG30ET 3.0L Turbo V6 | Abandon |

- L'écurie Hoshino Racing a fait courir le châssis 86G-5 aux 500 kilomètres de Suzuka, aux 500 miles de Fuji, aux 1000 kilomètres de Suzuka, aux 1000 kilomètres de Fuji et aux 500 kilomètres de Fuji.
- L'écurie Person's Racing Team a fait courir le châssis 86G-8 aux 500 kilomètres de Suzuka, aux 500 miles de Fuji, aux 1000 kilomètres de Suzuka, aux 1000 kilomètres de Fuji et aux 500 kilomètres de Fuji.

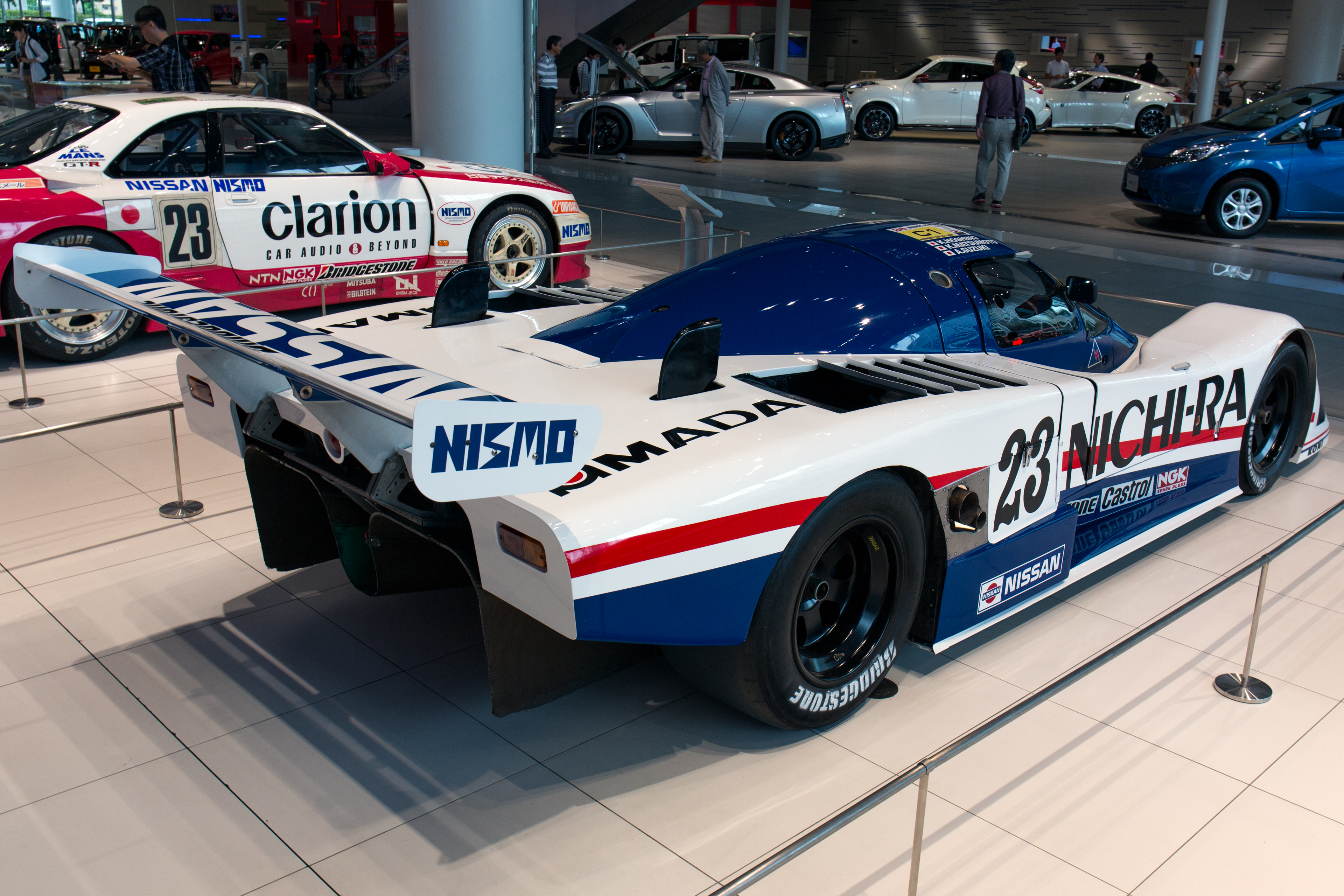
Vue arrière.

| Course         | Date        | no | Écurie               | Pilotes                           | Châssis                     | Pos.    |
| Course         | Date        | no | Écurie               | Pilotes                           | Moteur                      | Pos.    |
| -------------- | ----------- | -- | -------------------- | --------------------------------- | --------------------------- | ------- |
| 500 km Suzuka  | 12 avril    | 8  | Person's Racing Team | Anders Olofsson Takao Wada        | 86G-8                       | Abandon |
| 500 km Suzuka  | 12 avril    | 8  | Person's Racing Team | Anders Olofsson Takao Wada        | Nissan VG30ET 3.0L Turbo V6 | Abandon |
| 500 km Suzuka  | 12 avril    | 32 | Hasemi Motorsport    | Masahiro Hasemi Aguri Suzuki      |                             | 8e      |
| 500 km Suzuka  | 12 avril    | 32 | Hasemi Motorsport    | Masahiro Hasemi Aguri Suzuki      | Nissan VG30ET 3.0L Turbo V6 | 8e      |
| 1000 km Fuji   | 3 mai       | 8  | Person's Racing Team | Anders Olofsson Takao Wada        | 86G-8                       | Abandon |
| 1000 km Fuji   | 3 mai       | 8  | Person's Racing Team | Anders Olofsson Takao Wada        | Nissan VG30ET 3.0L Turbo V6 | Abandon |
| 1000 km Fuji   | 3 mai       | 23 | Hoshino Racing       | Kazuyoshi Hoshino Kenji Takahashi | 86G-5                       | 8e      |
| 1000 km Fuji   | 3 mai       | 23 | Hoshino Racing       | Kazuyoshi Hoshino Kenji Takahashi | Nissan VG30ET 3.0L Turbo V6 | 8e      |
| 500 mile Fuji  | 19 juillet  | 28 | Person's Racing Team | Anders Olofsson Takao Wada        | 86G-8                       | Abandon |
| 500 mile Fuji  | 19 juillet  | 28 | Person's Racing Team | Anders Olofsson Takao Wada        | Nissan VG30ET 3.0L Turbo V6 | Abandon |
| 1000 km Suzuka | 23 août     | 28 | Person's Racing Team | Anders Olofsson Takao Wada        | 86G-8                       | 21e     |
| 1000 km Suzuka | 23 août     | 28 | Person's Racing Team | Anders Olofsson Takao Wada        | Nissan VG30ET 3.0L Turbo V6 | 21e     |
| 500 km Fuji    | 29 novembre | 28 | Person's Racing Team | Anders Olofsson Takao Wada        | 86G-8                       | 4e      |
| 500 km Fuji    | 29 novembre | 28 | Person's Racing Team | Anders Olofsson Takao Wada        | Nissan VG30ET 3.0L Turbo V6 | 4e      |